# OnePlus Nord 4
OnePlus Nord 4 — смартфон середнього рівня, розроблений компанією OnePlus, що входить у серію Nord, особливістю якого став алюмінієвий корпус. Був представлений 5 липня 2024 року разом з планшетом OnePlus Pad 2, навушниками OnePlus Nord Buds 3 Pro та розумним годинником OnePlus Watch 2R.
21 березня 2024 року в Китаї був представлений OnePlus Ace 3V, який в основному відрізняється від OnePlus Nord 4 корпусом.

## Дизайн
Передня частина виконана зі скла. Корпус OnePlus Nord 4 виконаний з алюмінію з глянцевою скляною вставкою зверху як в перших смартфонах Google Pixel. В той же час у OnePlus Ace 3V задня панель виконана зі скла, а рамка — з пластику. За дизайном Ace 3V подібний до OnePlus Nord CE4.
Обидві моделі мають захист від вологи та пилу по стандарту IP65.
Знизу розміщені роз'єм USB-C, динамік, мікрофон та слот під 2 SIM-картки. Зверху розташований другий мікрофон, другий динамік та ІЧ-порт. Зліва розміщений повзунок режимів звуку, а справа — кнопки регулювання гучності та кнопка блокування.
Смартфони продаються в наступних кольорах:
| OnePlus Nord 4 | OnePlus Nord 4    | OnePlus Ace 3V | OnePlus Ace 3V      |
| Колір          | Назва             | Колір          | Назва               |
| -------------- | ----------------- | -------------- | ------------------- |
|                | Mercurial Silver  |                | Magic Purple Silver |
|                | Obsidian Midnight |                | Titanium Air Grey   |
|                | Oasis Green       |                |                     |

## Технічні характеристики

### Платформа
Смартфони отримали процесор Qualcomm Snapdragon 7+ Gen 3 з графічним процесором Adreno 732. OnePlus Ace 3V став першим смартфоном із цією платформою.

### Батарея
Батарея отримала об'єм 5500 мА·год та підтримку швидкої зарядки SUPERVOOC на 100 Вт.

### Камера
Пристрої отримали основну подвійну камеру, яка складається із ширококутного об'єктива Sony IMX882 (Lytia LYT-600) на 50 Мп з діафрагмою f/1.8, фазовим автофокусом та оптичною стабілізацією зображення і надширококутного об'єктива Sony IMX355 на 8 Мп з діафрагмою f/2.2 та кутом огляду 112°. Також смартфони мають ширококутну фронтальну камеру Sony IMX471 на 16 Мп з діафрагмою f/2.4.
Основна камера може записувати відео в роздільній здатності 4K@60fps, а фронтальна — в 1080p@30fps.

### Екран
Екран AMOLED, 6,74", 2772 × 1240 зі щільністю пікселів 451 ppi, співвідношенням сторін 20:9, частотою оновлення дисплея 120 Гц та круглим вирізом під фронтальну камеру, розташованим зверху в центрі. Також під дисплей вбудовано оптичний сканер відбитків пальців.

### Звук
Смартфони отримали стереодинаміки, розташовані на верхньому та нижньому торцях.

### Пам'ять
OnePlus Nord 4 продається в комплектаціях 8/128 ГБ, 8/256 ГБ, 12/256 ГБ та 16/512 ГБ, а Ace 3V — 12/256 ГБ, 12/512 ГБ та 16/512 ГБ. OnePlus Nord 4 в конфігурації 8/128 ГБ використовує пам'ять постійного зберігання типу UFS 3.1, а Nord 4 в інших конфігураціях та Ace 3V — типу UFS 4.0. Також обидві моделі використовують оперативну пам'ять типу LPDDR5X.

### Програмне забезпечення
OnePlus Nord 4 був випущений на OxygenOS 14.1, а Ace 3V — на ColorOS 14. Обидві оболонки на базі Android 14. Пізніше OnePlus Nord 4 був оновлений до OxygenOS 15, а Ace 3V — до ColorOS 15, які працюють на базі Android 15.